# VfB Mühlburg
Der VfB Mühlburg war ein Fußballverein aus dem Karlsruher Stadtteil Mühlburg. Ursprünglich 1905 als FC Mühlburg gegründet, stand der Verein lange Zeit im Schatten der beiden Karlsruher Spitzenvereine FC Phönix und Karlsruher FV, entwickelte sich aber nach der Fusion mit dem VfB Karlsruhe in den 1930er Jahren zur stärksten Mannschaft der Stadt und spielte nach dem Zweiten Weltkrieg in der Oberliga Süd, der bis 1963 höchsten Spielklasse in Deutschland. Der VfB Mühlburg ging 1952 durch die Fusion mit dem FC Phönix im Karlsruher SC auf.

## Geschichte

### Vorgängervereine
Der VfB Mühlburg entstand 1933 durch die Fusion des FC Mühlburg mit dem VfB Karlsruhe. Die Wurzeln dieser beiden Vereine reichen bis in die 1890er Jahre zurück, sind aber nur lückenhaft bekannt, da das Archiv des VfB Mühlburg im Zweiten Weltkrieg zerstört wurde.
Der FC Mühlburg wurde am 3. August 1905 durch abtrünnige junge Vereinsmitglieder des 1. FV Sport Mühlburg gegründet. Über diesen Vorgängerverein ist nur wenig bekannt. Er wurde wohl 1895, nach anderen Angaben schon 1890 gegründet, und soll zunächst auf dem Mühlburger Lindenplatz vor der Karl-Friedrich-Gedächtniskirche, später auf dem sogenannten Seldeneckschen Feld zwischen Kalliwoda- und Philippstraße gespielt haben. Zum Zeitpunkt des Austritts zahlreicher junger Vereinsmitglieder waren offenbar einige ältere Spieler zum Militär eingezogen worden, andere als Handwerksgesellen auf Wanderschaft, so dass sich der 1. FV Sport Mühlburg wahrscheinlich noch im selben Jahr auflöste. Ein weiterer Mühlburger Verein schloss sich später dem FC Mühlburg an. Wann der FC Viktoria Mühlburg gegründet wurde und wann er zum FC Mühlburg stieß, ist nicht eindeutig geklärt, wahrscheinlich geschah letzteres im Jahr 1919. Sportlich konnte der FC Mühlburg in den ersten Jahren seines Bestehens noch keine Akzente setzen. 1908 pachtete der Verein einen eigenen Platz an der Honsellstraße, der nach und nach zum Stadion Honsellstraße ausgebaut wurde. In der Spielzeit 1911/12 wirkte der FC Mühlburg erstmals in der obersten Spielklasse, der Südkreisliga des Süddeutschen Fußballverbandes, mit. Diese Liga dürfte zu dieser Zeit die wohl am besten besetzte des gesamten Kaiserreichs gewesen sein, es wirkten dort nicht weniger als drei deutsche Fußballmeister der Vorjahre mit – Freiburger FC (1907), Phönix Karlsruhe (1909) und Karlsruher FV (1910) – sowie mit dem 1. FC Pforzheim und den Stuttgarter Kickers die Vizemeister der Jahre 1906 bzw. 1908. Der FC Mühlburg belegte am Ende Platz 10 von 11 Mannschaften und musste, da oberste Spielklasse zur nächsten Saison auf 8 Vereine reduziert wurde, wieder in die Zweitklassigkeit zurückkehren. Schon ein Jahr später gelang jedoch die Rückkehr, und in dieser Saison, 1913/14, erreichte der FC Mühlburg mit Platz 5 (von 8) ein respektables Ergebnis und stellte erstmals die stärkste Karlsruher Mannschaft. Unmittelbar nach dem Ersten Weltkrieg, in dem ein Viertel der eingezogenen Spieler gefallen waren, gewann der FC Mühlburg die Karlsruher Stadtmeisterschaft, die kurzerhand ausgetragen worden war, weil der regionale Spielbetrieb nur schleppend in Gang kam. Die Mannschaft konnte sich auch in den Jahren darauf als stärkste Kraft der Stadt behaupten, nach dem Abstieg der „Altmeister“ Phönix und KFV war man in der Spielzeit 1924/25 sogar der einzige Karlsruher Vertreter in der Bezirksliga Württemberg/Baden. Trotz der Verpflichtung des österreichischen Profitrainers Toni Cargnelli folgte aber der Abstieg und es folgte eine lange Phase der Zweitklassigkeit. Erst 1931 gelang die Rückkehr in die Bezirksliga, die man in der letzten Spielzeit vor der Fusion, 1932/33, auf dem fünften Platz abschloss.
Die Vorgängervereine des VfB Karlsruhe kamen aus der Karlsruher Weststadt. Der VfB entstand 1911 durch die Fusion der beiden Vereine FC Germania 1898, der erst ein Jahr zuvor mit dem FC Union fusioniert hatte, und dem FC Weststadt. Der FC Germania war am 7. Januar 1898 in Gasthaus Stadt Dresden (Ecke Goethe-/Körnerstraße) gegründet wurden, der FC Weststadt entstand vier Jahre später im Lokal Zum Deutschen Kaiser, und der 1905 aus der Taufe gehobene FC Union soll seinen Ursprung in der Lessingstraße gehabt haben. Die gemeinsame Herkunft und die Suche nach einem Sportplatz führten schließlich 1911 zur Fusion zum VfB Karlsruhe, der fortan in den Farben schwarz-gold-grün antrat. Bald darauf erhielt der Verein auch einen eigenen Platz neben dem des ruhmreichen Karlsruher FV an der Hertzstraße. Sowohl die Vorgängervereine als auch der VfB Karlsruhe kam vor dem Ersten Weltkrieg zu keinen besonderen sportlichen Erfolgen, der VfB spielte in der zweitklassigen B-Klasse des Südkreises. Unmittelbar nach dem Krieg konnte sich der Verein zwar für die neue höchste Spielklasse qualifizieren, musste diese aber bald wieder verlassen. Ein dauerhafter Erfolg stellte sich erst ab Ende der 1920er Jahre ein, als sich der Verein in der Bezirksliga, der seinerzeit höchsten Spielklasse, etablieren konnte und in der Runde 1932/33 mit dem fünften Platz sein bestes Ergebnis erreichte.

### Fusion und sportliche Erfolge ab 1933
Die am 28. Juli 1933 vollzogene Fusion des FC Mühlburg mit dem VfB Karlsruhe erfolgte in gegenseitiger Übereinstimmung, war aber auch auf politischen Druck hin entstanden. Als der neue Verein mit einem Schreiben an das Amtsgericht die Auflösung des VfB Karlsruhe und die Umbenennung des FC Mühlburg in VfB Mühlburg beantragte, hieß es darin unter anderem: „Der Deutsche Fußballbund Berlin hat die Verschmelzung der beiden Vereine FC Mühlburg und Verein für Bewegungsspiele Karlsruhe gewünscht und die Gleichschaltung des neuen Vereins gefordert.“ Im Zuge dessen mussten auch zwei verdiente jüdische Mitglieder den Verein verlassen: Der Vereinsarzt Fritz Weile und der Mittelfeldspieler Sigi Hess.
Als zur Runde 1933/34 die Gauligen als neue höchste Spielklasse eingeführt wurden, spielten sowohl der FC Mühlburg als auch der VfB Karlsruhe in der Bezirksliga, der dritte Platz des VfB Karlsruhe gab letztlich den Ausschlag dafür, dass dem neuen Verein ein Platz in der Gauliga zugestanden wurde.
Der VfB Mühlburg gehörte der Gauliga Baden von der ersten Spielzeit ununterbrochen bis 1944 an – im Gegensatz zu den Karlsruher Rivalen, die zeitweise in die Zweitklassigkeit abstiegen. Eine Meisterschaft war den Mühlburgern allerdings nicht vergönnt, in den 1930er und 1940er Jahren dominierten die drei Mannheimer Vereine Waldhof, VfR und Neckarau den Fußball in Baden und sicherten sich sämtliche Titel der Gauliga. Als bestes Ergebnis erreichten die Mühlburger in den Jahren 1940 bis 1942 sowie 1944 die Vizemeisterschaft der Gauliga Baden. In den Pokalwettbewerben war der VfB erfolgreicher, man wurde 1938 und 1939 badischer Pokalmeister und drang jeweils bis in die Zwischenrunde des Tschammerpokals, dem Vorläufer des DFB-Pokals, vor.
Nach dem Ende des Zweiten Weltkriegs wurde der VfB zunächst in die zweitklassige Landesliga Nordbaden eingestuft. Die erste Spielzeit schloss man mit einem dritten Tabellenplatz ab. In der zweiten Saison war die Landesliga in zwei Staffeln unterteilt, die Staffel Süd beherrschte der VfB nach Belieben und beendete die Spielzeit mit einer Bilanz von 54-6 Punkten und 138:15 Toren als Spitzenreiter. Die Entscheidungsspiele gegen den Meister der Nordstaffel, den ASV Feudenheim, wurden mit 1:0 und 4:2 gewonnen, so dass der VfB Mühlburg in die Oberliga Süd aufstieg, der nach Kriegsende bis zur Einführung der Bundesliga 1963 höchsten deutschen Spielklasse in Deutschland. Die anderen beiden Karlsruher Spitzenmannschaften, Phönix und der KFV, stiegen just in dieser Saison 1946/47 aus der Oberliga ab und schafften auch nicht mehr den Wiederaufstieg, während sich der VfB in dieser Spielklasse dauerhaft etablieren konnte. In der ersten Saison 1947/48 konnte man als 14. dem sofortigen Wiederabstieg gerade noch entgehen, danach belegte man bis 1952 am Saisonende durchweg einstellige Tabellenplätze und erreichte als bestes Ergebnis 1950/51 den dritten Platz hinter dem 1. FC Nürnberg und der SpVgg Fürth.
Nach sieben Spieltagen der Saison 1952/53 fusionierte der VfB Mühlburg mit dem FC Phönix am 16. Oktober 1952 zum Karlsruher Sport-Club Mühlburg-Phönix, kurz Karlsruher SC.

## Spielstätte
Die ursprünglich bereits 1908 vom FC Mühlburg bezogene Heimstätte der Mühlburger war das Stadion Honsellstraße nahe dem Karlsruher Rheinhafen. Es wurde am 3. September 1942 bei einem Luftangriff vollständig zerstört, nach dem Krieg aber wieder zu einem Stadion mit einem Fassungsvermögen von über 30.000 Besuchern aufgebaut. Unmittelbar nach der Fusion mit dem FC Phönix wurde an der Stelle des Phönix-Platzes im Hardtwald mit dem Bau des Wildparkstadions begonnen. Die Heimspiele des Karlsruher SC wurden daher bis zur Fertigstellung der neuen Spielstätte noch bis zum Sommer 1955 im Mühlburger Stadion ausgetragen.

## Bekannte Spieler
- Franz Dienert (30er Jahre)
- Georg Seeburger (1933–53), nach seiner aktiven Zeit bis 1960 Amateurtrainer des KSC
- Hugo Rastetter (1934–54)
- Oswald „Ossi“ Traub (1935–52), anschließend beim KSC bis 1959
- Ernst Kunkel (1946–52), anschließend beim KSC bis 1960
- Horst Buhtz (1950–52)
- Rudi Fischer (1951–52), anschließend beim KSC bis 1960